# Twitches Too
Twitches Too (Brujillizas 2 en Hispanoamérica y Las gemelas vuelven a hechizar en España) es una película original de Disney Channel de 2007. Es la secuela de la película de 2005 Twitches, ambas dirigidas por Stuart Gillard y protagonizadas por Tia Mowry y Tamera Mowry. 
La película inició producción en abril de 2007 y se estrenó el 12 de octubre del mismo año. Durante su noche de estreno, la película alcanzó 7 millones de espectadores. 
La película se estrenó el 24 de marzo de 2008 en Disney Channel Latinoamérica Sur, 28 de marzo en Disney Channel España y el 29 de marzo en Disney Channel Latinoamérica Norte.

## Sinopsis
Las gemelas Alex y Camryn (Tia Mowry y Tamera Mowry) regresan para defender a Coventry, su tierra de nacimiento, por segunda vez de las fuerzas de la oscuridad.
La sombra anda rondando a las gemelas y en los alrededores de Coventry, sus guardianes Ileana y Karsh les avisan que se van a casar y también que son princesas de Coventry y que su madre Miranda las está esperando para informarles lo que está sucediendo en Coventry. Alex decide no asistir a ver a su madre porque es su primer día en la universidad.
Al llegar a Coventry, Camryn está muy emocionada de ser princesa, y cuando su madre la envía para probarse el vestido de princesa, conoce a Dimitri un chico que sirve a Coventry al cual lo privaron de sus poderes.
En la otra dimensión, Alex está emocionada de entrar en su primer día de universitaria y conoce a Marcus, el exnovio de su hermana, el cual la confunde con Camryn. En el castillo de Coventry, Camryn nota una puerta que lleva a una de las torres de Coventry y la sombra que la persigue le hace notar un anillo que perteneció a su padre Aron el cual lleva grabado el símbolo de la luna. Camryn va en seguida a enseñárselo a su hermana Alex pero al intentar regresar a Coventry no pueden porque la oscuridad está llegando y se está haciendo cada vez más fuerte, entonces aparecen Ileana y Karsh que las llevan sanas y salvas a Coventry. 
Allí su madre les informa que la oscuridad ha vuelto para intentar destruir a todos los que habitan en Coventry, ante lo cual las gemelas tienen que unirse para realizar el hechizo de exterminación y así vencer definitivamente a la oscuridad y todo lo que habita en ella, pero Alex empieza a creer que su padre no está muerto sino que vive como una sombra en la oscuridad, y se niega a hacer el hechizo de exterminación. Entonces Alex y Camryn le piden una señal a su padre y libro de hechizos abre sus páginas en el hechizo de liberación que es para liberar a los amigos de la oscuridad. Alex convence a su hermana de realizar este hechizo, igual al anterior pero con el último verso cambiado, el cual le toca decir a Camryn.
Cuando llega el momento del eclipse del sol y la luna, que es el momento de destruir para siempre a la oscuridad, Camryn se arrepiente a último momento y conjura el hechizo de exterminación provocando que la luz se descontrole. Entonces Alex le da toda su magia a la sombra que ella cree que es su padre, la cual se revela luego como su tío Thantos quien también estaba en la oscuridad.
La oscuridad, representada por Thantos, queda libre otra vez y se hace presente en la otra dimensión para ir a buscar a su hermano que se encuentra escondido en la sombra de la sirvienta de los Barnes, la Sra. Norseng. Después de liberarlo, Thantos lleva a su hermano Aron a la torre Norte de Coventry, donde Camryn encontró el anillo de su padre, y empieza a atacarlo y torturarlo. Cuando Alex, Camryn y Miranda llegan, les dice que cuando se complete el eclipse ya será demasiado tarde para salvar a Coventry y a su padre, pero ellas forman una cadena para darle toda su magia a la sombra de Aron. Así Aron revive y usando su magia vence a Thantos y a la oscuridad para siempre. 
Después de recuperar la paz, todos se encuentran para celebrar la boda de Ileana y Karsh en la otra dimensión.

## Reparto
- Tamera Mowry como Camryn Elizabeth Barnes (nacida Apolla DuBaer).
- Tia Mowry como Alexandra Nicole "Alex" Fielding (nacida Artemis DuBaer).
- Kristen Wilson como Miranda DuBaer.
- Patrick Fabian como Thantos DuBaer.
- Kevin Jubinville como Aron DuBaer.
- Pat Kelly como Karsh.
- Leslie Seiler como Ileana.
- Chris Gallinger como Dimitri.
- Nathan Stephenson como Marcus Warburton.
- Arnold Pinnock como David Barnes.
- Karen Holness como Emily Barnes.
- Jackie Rosenbaum como Beth Fish.
- Jayne Eastwood como Norseng.

## DVD
El DVD fue lanzado el 29 de enero de 2008 junto con material adicional y un final alternativo.